# ابن غازي المكناسي
محمد بن أحمد بن محمد بن محمد بن علي بن غازي، المكناسي ثم الفاسي (مواليد 841 هـ، مكناس - توفي 910 هـ، فاس) من أعلام المغرب، تفنن في عدد من ضروب العلم والمعرفة، كالقراءات، والتفسير، والحديث، والحساب، والنحو، واللغة، والتاريخ، لكنه اشتهر بالفقه والفتوى، وله مؤلفات كثيرة. ولم يقتصر ابن غازي على التعليم والتأليف؛ بل انضم لصفوف المجاهدين لحماية الثغور المغربية من الغزاة الأوروبيين.

## مسيرته
أصله من قبيلة بني عثمان من كتامة، وولد في مكناس. ارتحل إلى فاس سنة 858 هـ، فأقام بها لاستكمال دراسته وعمره سبع عشرة سنة. بعد رحلته العلمية إلى مدينة فاس، عاد ابن غازي إلى مدينة مكناس ليتصدر للتدريس في جامعها الأعظم، وتولى منصب الخطابة به، لكن وقعت بين ابن غازي ومحمد بن أبي زكرياء الوطاسي الملقب بالحلو خصومة، فقام بإبعاده إلى مدينة فاس التي اتخذها ابن غازي مستقرا نهائيا، فخطب في مسجد فاس الجديد بالمدينة البيضاء المرينية، ثم عين إماما بجامع القرويين، وأسندت إليه كراسي تدريس الفقه والعربية والفرائض والحساب.

يعتبر أستاذ أجيال من طلبة العلم الذين قصدوا مجالسه في مكناس أو بالقرويين بفاس كان أبرزهم الشيخ شقرون بن أبي جمعة الوهراني، فقاد بذلك نهضة علمية؛ شعّ نورها على بَلْدات مغربية عديدة مِنْ بعده. فتفرد برئاسة الهيئة العلمية في عصره، ولم ينازعه أحد في ذلك. ويذكر من ألفوا سيرته سبب الإقبال عليه: 
واشتهر ابن غازي بحثِّه على جهاد الغزاة الأوروبيين، والذي شارك فيه بنفسه مرارا، واستمر على ذلك حتى في آخر حياته عندما قرر الانخراط في جيش السلطان محمد الشيخ المهدي الذي كان يريد استرجاع مدينة أصيلا من أيدي البرتغاليين. وتوفي يوم الأربعاء 9 جمادى الأولى 910 هـ، وحضر جنازته العلماء والسلطان والأعيان، وقبره مزارة مشهورة بعدوة الأندلس بفاس.

## مؤلفاته
من مصنفاته:
- «شفاء الغليل في حل مقفل خليل»
- «تكميل التقييد وتحليل التعقيد»
- «حاشية لطيفة على الألفية»
- «مُنية الحساب» اشتملت على ما جاء في «تلخيص أعمال الحساب» لابن البنّا المراكشي، وشرحها ابن غازي في وقت لاحق بشرح «مُنية الحُسّاب» في كتاب سماه «بُغية الطُّلاب في شرح مُنية الحُسّاب (نشر بمعهد التراث العلمي العربي بجامعة حلب بسوريا (1983). وأهمية الكتاب هو استخدام ابن غازي لبعض الرموز الجبرية، والتي كانت سائدة في القرن التاسع الهجري، وهي خطوة مهمة في تطوير علم الرياضيات. حُقق هذا الكتاب ونُشر في معهد التراث العلمي العربي بجامعة حلب سنة 1403هـ/ 1983م.[4]
- «تقييد على صحيح البخاري»،
- «الروض الهتون في أخبار مكناسة الزيتون»
- «إنشاد الشريد في ضوال القصيد»
- «التعلل برسوم الإسناد بعد انتقال أهل المنزل والناد».

### التعلل برسوم الإسناد
يعتبر مصنف التعلل برسوم الإسناد بعد انتقال أهل المنزل والناد من أهم فهارس المتأخرين، حيث يمتاز بكونه آخر صدى للتجاوب العلمي بين العُدوتين المغرب والأندلس. فقد وضعه ابن غازي استجابة لطلب ورد عليه من أحمد بن علي البلوي الوادياشي، بعد خورج هذا الأخير مع أبيه وأخويه من غرناطة قبيل سقوطها، قاصدين الحج وملاقاة شيوخ الإسلام في الأقطار التي يمرون بها. ومن تلمسان كتب أحمد الوادياشي إلى ابن غازي يستجيزه، فشق عليه وهو في طريقه الساحلي القاصد إلى الشرق أن يعرج على فاس لملاقاة الشيخ، وعزز كتاب الاستجازة كتاب آخر من أحمد بن محمد بن مرزوق التلمساني ينوه بالوادياشي ويستحث ابن غازي لإجازته. ويرى محمد حجي أن إجازة ابن غازي للوادياشي قد تحولت إلى فهرس لأنها اقتضت ذكر شيوخ ابن غازي وما قرأ عليهم من كتب، وسندهم المتسلسل إلى مؤلفيها، وقد أتم ابن غازي تحرير فهرسه بمدينة فاس في 18 رجب 896 هـ، وبعث به إلى تلمسان، فألحقه المُجاز العالم أحمد البلوي بآخر كتابه «تبث الشيوخ» وكتب بخطه في الهامش: «وصلتنا هذه الإجازة المباركة -أثاب الله المتفضل بها أفضل ما أثاب به متفضلا من خلقه- ضحى يوم الجمعة رابع شوال 896هـ».